# 25 mai dans les chemins de fer
25 avril 25 juin
Chronologies thématiques
- Croisades
- Sports
- Disney

Cette page concerne les événements qui se sont déroulés un 25 mai dans les chemins de fer.

## Événements

### XIXesiècle
- 1853. Italie : décret impérial autorisant la création de la Compagnie du chemin de fer Victor-Emmanuel.
- 1888. France : inauguration de la section Saint-Chély-d'Apcher - Saint-Flour du chemin de fer de Marvejols à Neussargues. (compagnie du Midi)

### XXesiècle
- 1908. France : inauguration du chemin de fer de Bertholène à Espalion par la compagnie du Midi.
- 1987. Suisse : inauguration de la gare CFF souterraine de Genève-Aéroport qui assure la desserte ferroviaire de l'aéroport international de Genève-Cointrin.

## Anniversaires

### Naissances
- 1851 : Robert Lindner voit le jour à Chemnitz (Saxe). Ingénieur qui effectuera toute sa carrière aux chemins de fer royaux de Saxe et créera de nombreuses séries de locomotives.

### Décès
- 1920, Belgique :  Jean-Baptiste Flamme, ingénieur aux chemins de fer en belges[1].